# Mateusz Morawiecki
Mateusz Jakub Morawiecki (Wrocław, 20. lipnja 1968.) poljski je političar i menadžer. Predsjednik poljske vlade od 2017. do 2023. godine .

## Životopis
Rođen 20. lipnja 1968. u Wrocławu. Školovao se na sveučilištima u Wrocławu, Connecticutu, Hamburgu i Baselu. Poslovnu karijeru započeo je 1992. godine u tvrtki Cogito. Od 1993. do 1996. radio je za vroclavsku tvrtku Enter Marketing-Publishing, a 1996. do 1997. radi na Sveučilištu u Frankfurtu na Majni. Bio je član pregovaračke skupine za pristupanje Poljske Europskoj uniji iz područja bankarstva i financija. Od 1998. do 2015. godine radi u Banci Zachodni WBK (kao savjetnik predsjednika uprave, član i predsjednik uprave). Godine 2015. imenovan je ministrom gospodarskog razvoja u vladi konzervativne stranke Pravo i pravda. Nakon preustroja vlade 2017. godine postao je predsjednik vlade.

## Nagrade i priznanja
- 2013.: Križ slobode i solidarnosti, za zasluge u aktivnostima za neovisnost i suverenitet Poljske te poštovanje ljudskih prava
- 2015.: Viteški križ Reda Polonia Restituta, za potporu i promicanju poljske kulture i nacionalne baštine
- 2021.: Srebrni križ borbene solidarnosti

## Vanjske poveznice
Mrežna mjesta
- Mateusz Morawiecki, životopis na službenim stranicama poljske vlade